# Vardø (ville)
Vardø est une ville située sur l'île de Vardøya dans la municipalité de Vardø au nord de la Norvège, dans le comté de Finnmark, proximité de la frontière avec la Russie.
C'est le centre administratif de la municipalité. Elle est reliée au continent par un tunnel sous-marin. Sa population était de 1 875 habitants en 2017. 
C'est une des plus anciennes villes de l'Arctique circumpolaire, avec des traces de peuplement datant de 900 à 9000 ans.
L'activité économique est liée à la pêche.

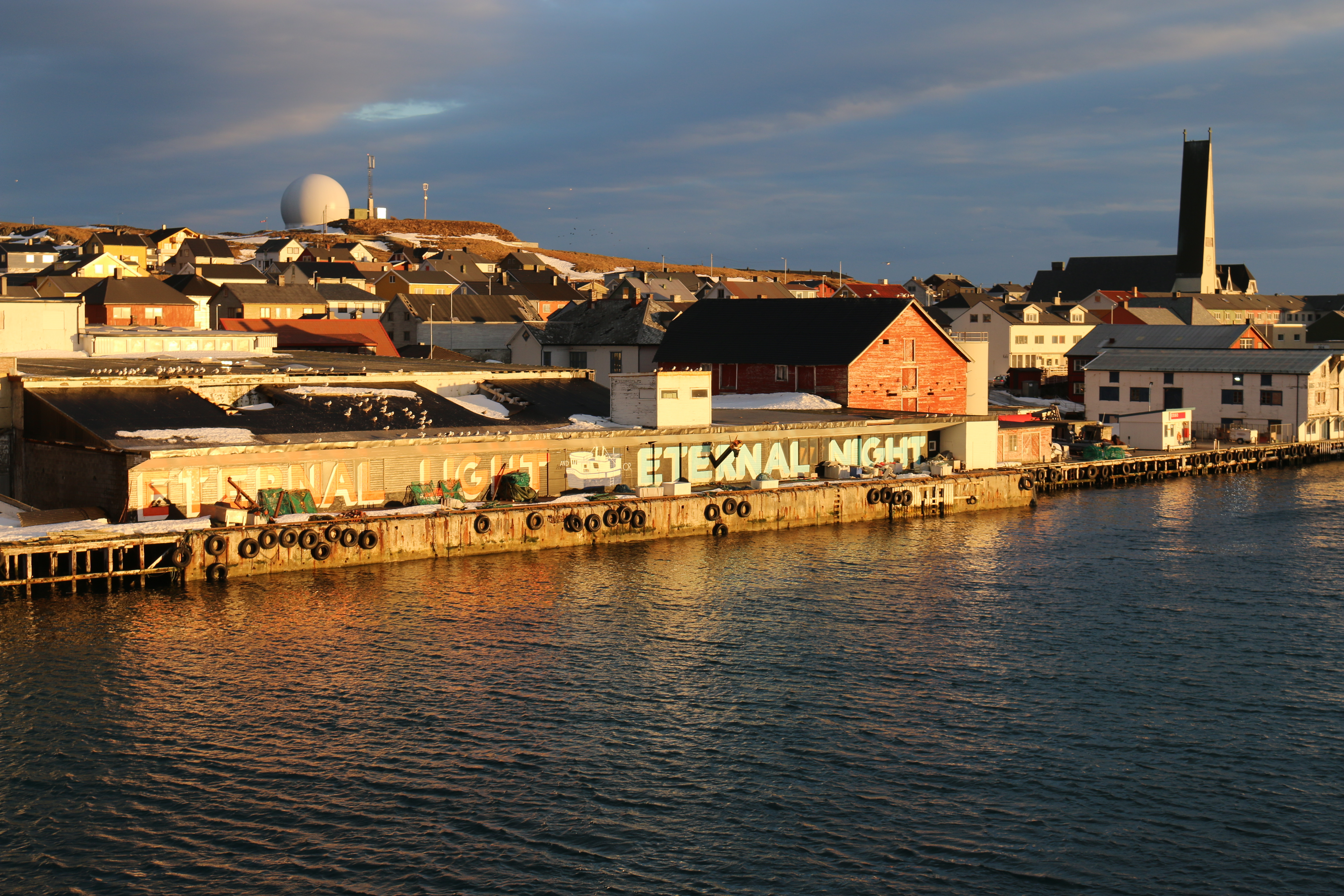
Port de Vardø
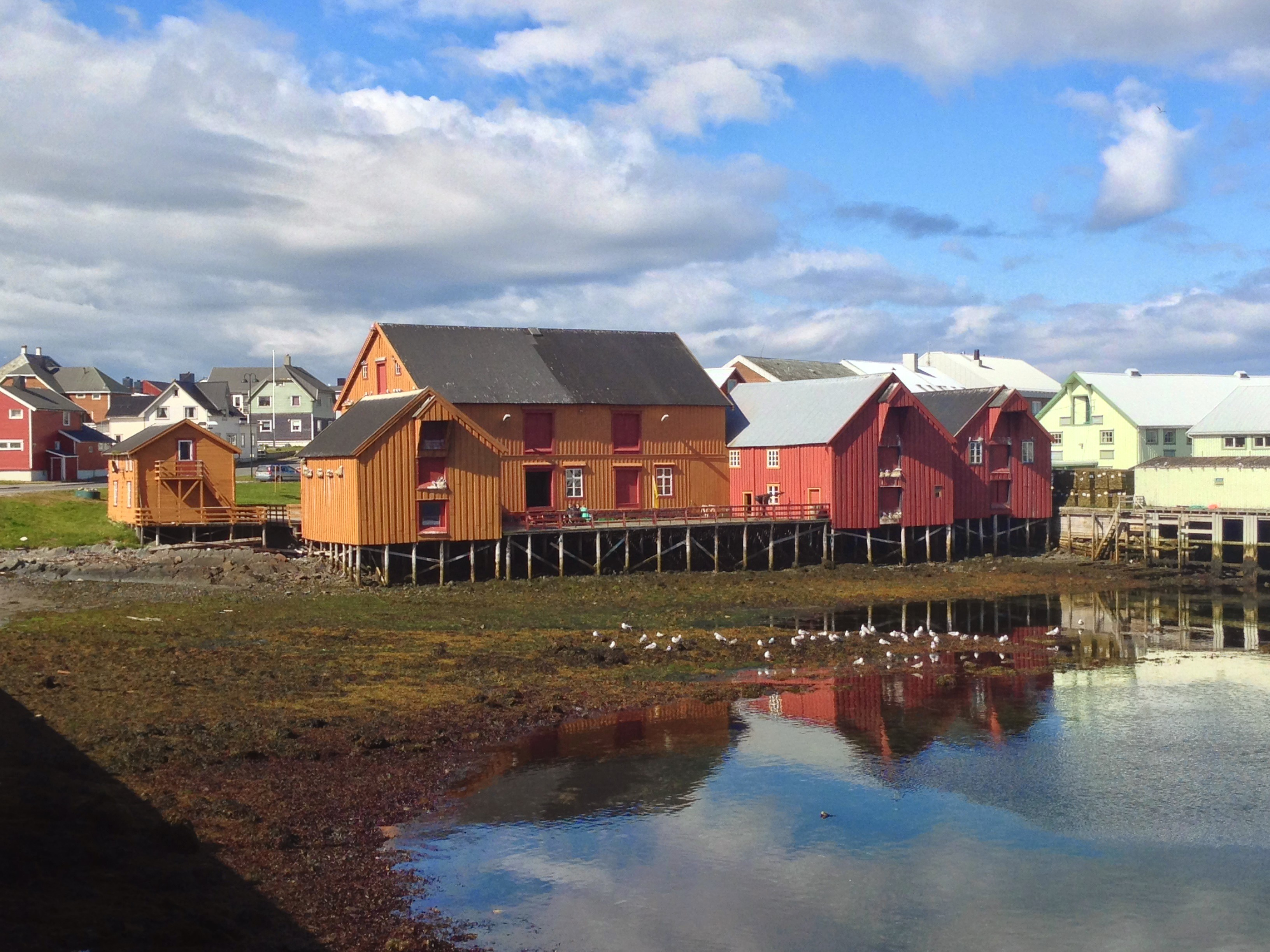
Musée de Vardø
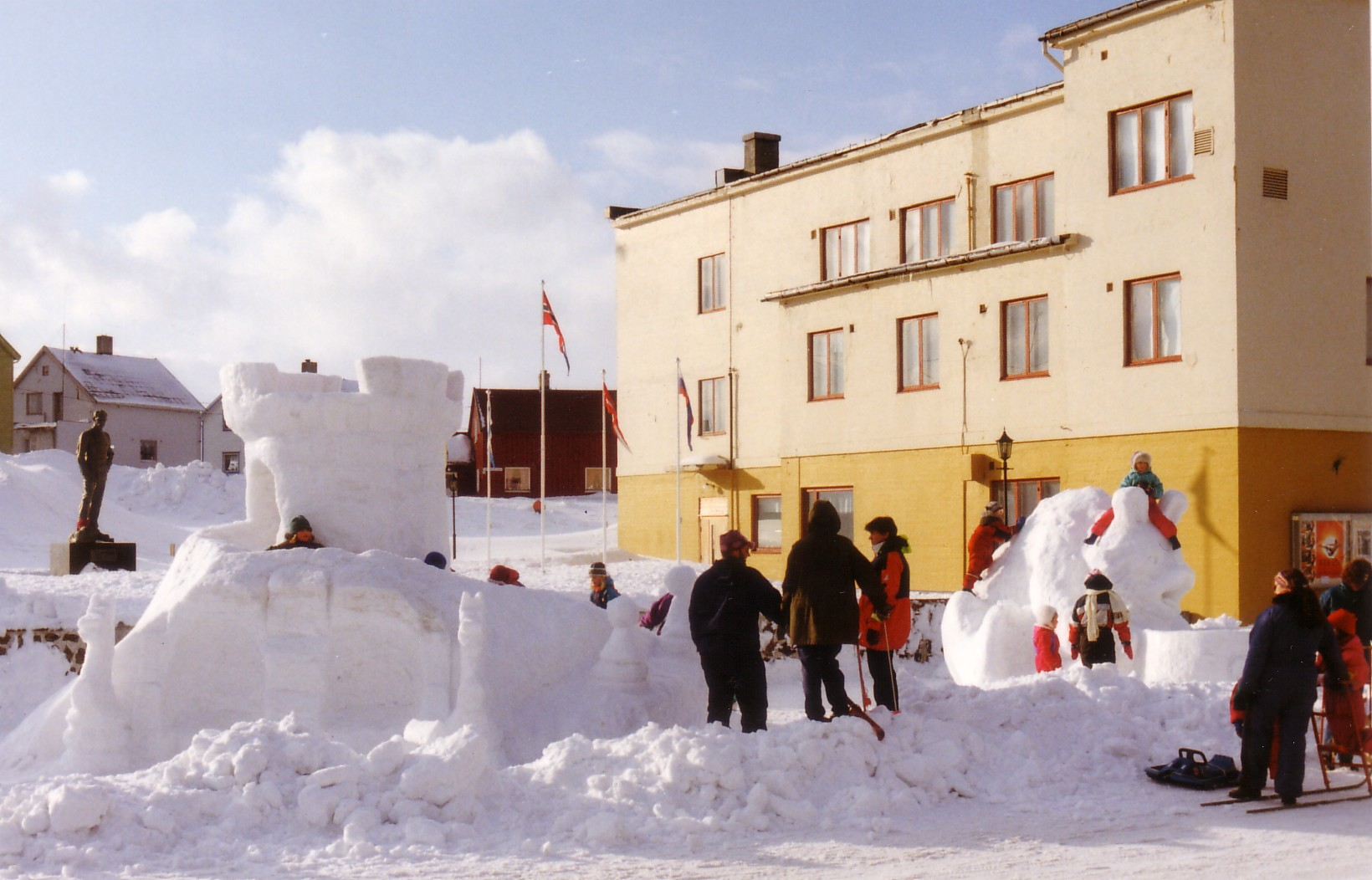
Sculptures en neig à Vardø
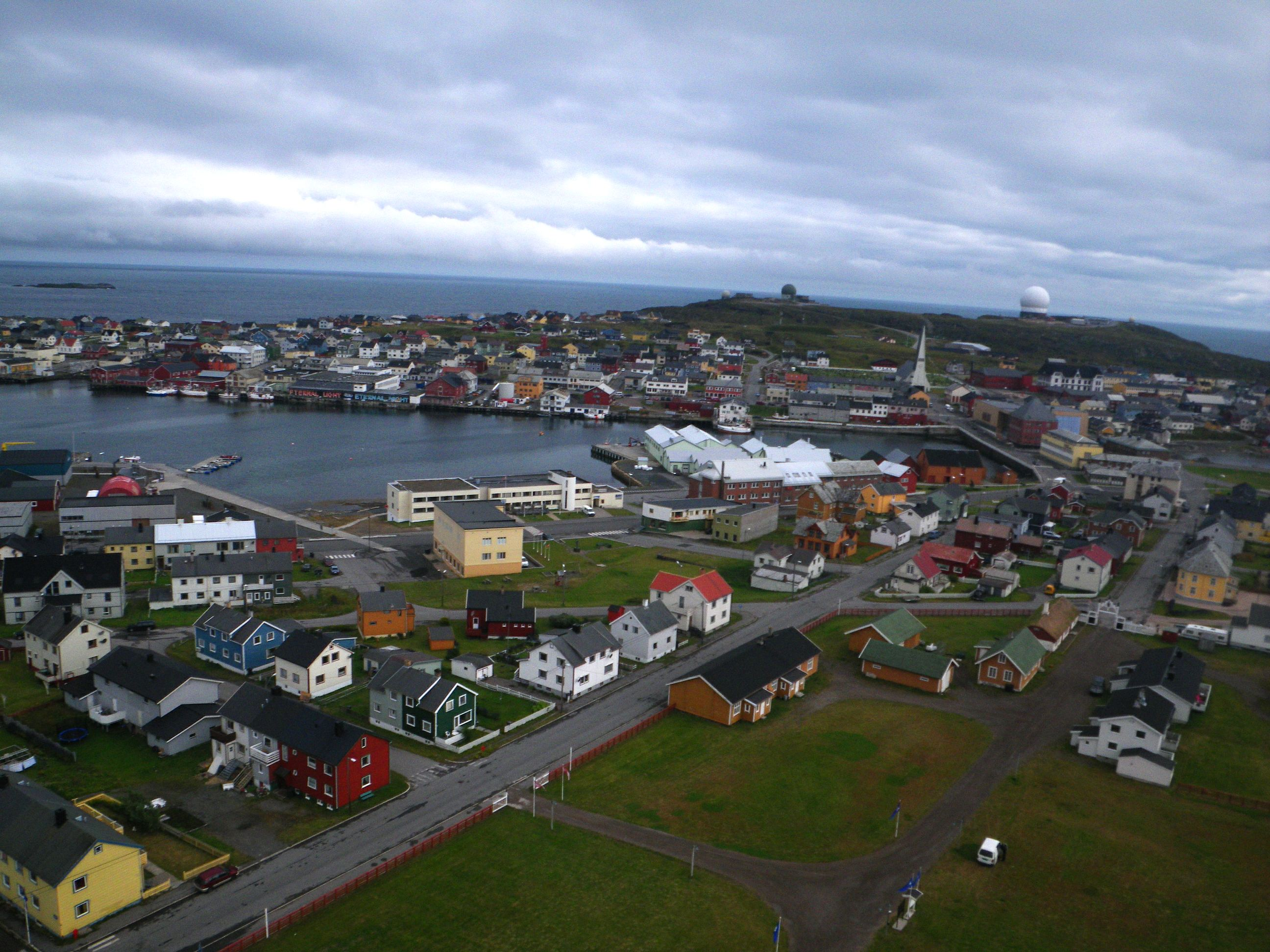
Vue aérienne de Vardø